# Arrondissement Versailles
Das Arrondissement Versailles ist eine Verwaltungseinheit im französischen Département Yvelines innerhalb der Region Île-de-France. Verwaltungssitz (Präfektur) ist Versailles.

## Kantone
Im Arrondissement gibt es 9 Kantone:
- Le Chesnay-Rocquencourt (mit 4 von 5 Gemeinden)
- Maurepas (mit 2 von 16 Gemeinden)
- Montigny-le-Bretonneux
- Plaisir (mit 2 von 4 Gemeinden)
- Saint-Cyr-l’École (mit 5 von 6 Gemeinden)
- Trappes (mit 1 von 3 Gemeinden)
- Verneuil-sur-Seine (mit 1 von 13 Gemeinden)
- Versailles-1
- Versailles-2

## Gemeinden
Die Gemeinden des Arrondissements Versailles sind:
| 1. Bailly (78043)                  | 2. Bois-d'Arcy (78073)       | 3. Bougival (78092)                | 4. Buc (78117)                  |
| 5. La Celle-Saint-Cloud (78126)    | 6. Châteaufort (78143)       | 7. Le Chesnay-Rocquencourt (78158) | 8. Les Clayes-sous-Bois (78165) |
| 9. Fontenay-le-Fleury (78242)      | 10. Guyancourt (78297)       | 11. Jouy-en-Josas (78322)          | 12. Les Loges-en-Josas (78343)  |
| 13. Montigny-le-Bretonneux (78423) | 14. Noisy-le-Roi (78455)     | 15. Plaisir (78490)                | 16. Rennemoulin (78518)         |
| 17. Saint-Cyr-l’École (78545)      | 18. Toussus-le-Noble (78620) | 19. Trappes (78621)                | 20. Vélizy-Villacoublay (78640) |
| 21. Versailles (78646)             | 22. Villepreux (78674)       | 23. Viroflay (78686)               |                                 |

## Neuordnung der Arrondissements 2017

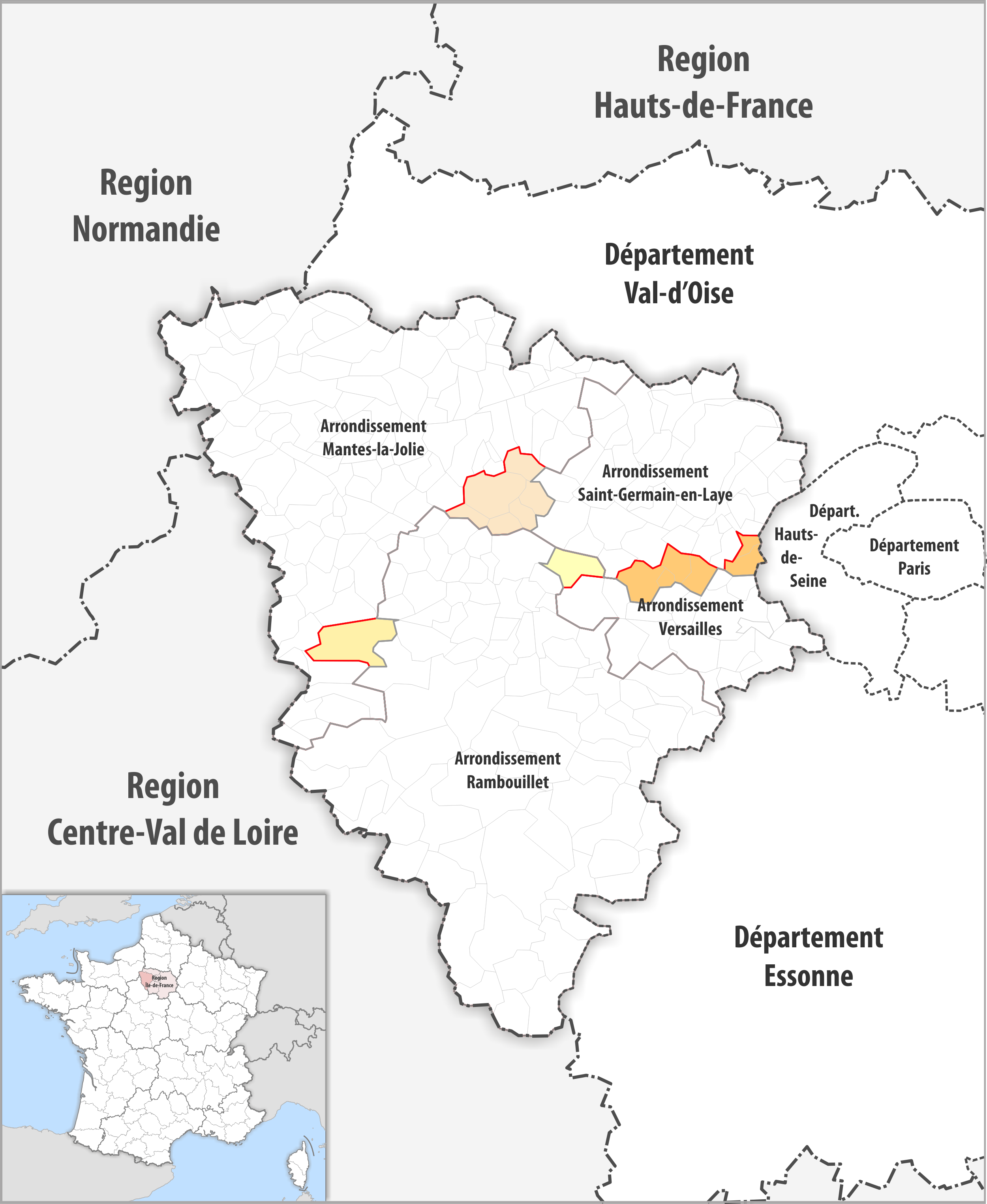
Arrondissementsanpassungen im Jahr 2017

Durch die Neuordnung der Arrondissements im Jahr 2017 wechselte die Fläche der sechs Gemeinden Bailly, Bougival, La Celle-Saint-Cloud, Noisy-le-Roi, Rennemoulin und Villepreux vom Arrondissement Saint-Germain-en-Laye zum Arrondissement Versailles.
Dafür wechselte die Fläche der Gemeinde Thiverval-Grignon vom Arrondissement Versailles zum Arrondissement Rambouillet.